# Himantura imbricata
Himantura imbricata  (лат.) — малоизученный вид рода хвостоколов из семейства хвостоколовых отряда хвостоколообразных надотряда скатов. Они обитают в тропических водах Индийского океана. Максимальная зарегистрированная длина 65 см, а ширина диска 25 см. Грудные плавники этих скатов срастаются с головой, образуя сердцевидный диск. Рыло удлинённое и заострённое. Окраска дорсальной поверхности диска серовато-коричневого цвета. Вентральная поверхность белая. Вид страдает от интенсивного рыбного промысла и ухудшения условий среды обитания. 
Подобно прочим хвостоколообразным Himantura imbricata размножаются яйцеживорождением. Эмбрионы развиваются в утробе матери, питаясь желтком и гистотрофом. 

## Таксономия и филогенез
Впервые вид был научно описан в 1801 году как Raja imbricata. Видовой эпитет происходит от слова лат. imbricatus — «покрытый черепицей». 

## Ареал и места обитания
Ареал Himantura imbricata определён нечётко из-за возможной путаницы с Himantura walga. Они обитают в Индийском океане, в том числе в Красном море, у берегов Вьетнама, Камбоджи и Таиланда. Молодые скаты иногда заплывают в мангровые заросли.

## Описание
Грудные плавники этих скатов срастаются с головой, образуя сердцевидный диск, длина которого равна ширине. Треугольное узкое рыло сильно вытянуто. Позади глаз имеются брызгальца. На вентральной поверхности диска расположены 5 пар жаберных щелей, рот и ноздри. Между ноздрями пролегает лоскут кожи с бахромчатым нижним краем. Мелкие притуплённые зубы выстроены в шахматном порядке и образуют плоскую поверхность. Хвост короче диска. На дорсальной поверхности хвостового стебля расположен тонкий шип, соединённый протоками с ядовитой железой. Дорсальная поверхность диска плотно покрыта чешуйками, которые располагаются широкой полосой от области между глазами до хвоста. Окраска дорсальной поверхности диска коричневато-серого цвета. Вентральная поверхность белая. Максимальная зарегистрированная ширина диска 25 см, а общая длина тела 65 см, по другим данным длина диска может достигать 140 см.

## Биология
Рациона этих скатов в основном составляют донные беспозвоночные. 
Подобно прочим хвостоколообразным Himantura imbricata  относится к яйцеживородящим рыбам. Эмбрионы развиваются в утробе матери, питаясь желтком и гистотрофом. Ширина диска новорожденных около 10 см. Самцы достигают половой зрелости при ширине диска 20,5—21 см. 

## Взаимодействие с человеком
Himantura imbricata не являются объектом целевого лова. Эти скаты попадаются в качестве прилова при коммерческом промысле в Андаманском и Яванском морях. Мясо используют в пищу в свежем и вяленом виде. Вид страдает от ухудшения условий среды обитания, обусловленного антропогенными факторами. С 1980 по 2005 годов площадь мангровых зарослей сократилась с 545 000 до 380 000 гектаров (свыше 30 %). Данных для оценки Международным союзом охраны природы статуса сохранности вида недостаточно. 